# Ischnochiton wilsoni
Ischnochiton wilsoni är en blötdjursart som beskrevs av William Henry Sykes 1896. Ischnochiton wilsoni ingår i släktet Ischnochiton och familjen Ischnochitonidae. Inga underarter finns listade i Catalogue of Life.